# Ryan McPartlin
Ryan McPartlin, ameriški filmski in televizijski igralec, * 3. julij 1975, Chicago, ZDA.
Najbolj je znan po svojih vlogah v serijah Chuck, CSI: NY in Življenje s Fran.
Poleg igranja deluje tudi kot osebni trener. Poleg tega je bil v svoji karieri tudi maneken in model.

## Vloge
- Chuck (kot Devon Woodcomb)
- CSI: NY (kot Josh Avery in Terry Rockwell)
- Življenje s Fran (kot Riley Douglas Martin)